# Colton Harris-Moore
Colton A. Harris-Moore, detto Colt (Mount Vernon, 22 marzo 1991), è un criminale statunitense.
Ex latitante e rapinatore seriale, conosciuto come il bandito scalzo per via del suo uso di stare scalzo lasciando un'impronta di gesso di fianco ai suoi colpi, nonostante le autorità abbiano smentito ciò spiegando come siano stati pochi gli effettivi casi, nell'estate 2010 si è reso protagonista di uno dei casi mediatici di più risalto presso i mezzi di informazioni statunitensi per aver rapinato in oltre 100 residenze private tra il Pacific Northwest degli Stati Uniti e in Canada, una barca, due vetture e cinque aeromobili di piccole dimensioni.
Dopo aver rubato un aereo nell'Indiana, volando il 4 luglio fino alle isole Bahamas braccato dalle autorità giudiziarie, aggiungendo, con ciò, alla lista dei suoi crimini l'accusa di trasporto di aeromobile rubato in un altro Stato da parte del Tribunale Federale di Seattle due giorni dopo. Dopo essersi schiantato nell'arcipelago, è stato arrestato l'11 luglio ad Harbour Island durante un altro tentativo di fuga da parte del giovane su una barca appena rubata. Due giorni dopo è stato trasferito da Nassau a Miami, per poi essere tradotto al SeaTac di Washington in attesa del processo.
Il 16 dicembre 2011 Harris-Moore è stato condannato a più di sette anni di carcere per dozzine di accuse consolidate mosse contro di lui da tre diverse contee. Il 27 gennaio 2012 è stato condannato a sei anni e sei mesi per crimini federali correlati.
Il 28 settembre 2016 è stato rilasciato sulla parola.
Secondo quanto riferito, dopo l'uscita dal carcere Moore ha ottenuto un impiego presso lo studio legale di Seattle del suo avvocato difensore, svolgendo "mansioni d'ufficio di basso livello". Tramite i social media, ha lanciato una campagna di crowfunding chiedendo delle donazioni per poter pagare l'iscrizione alla scuola di addestramento per piloti d'aereo; l'iniziativa, tuttavia, è stata bloccata dal suo agente per la libertà vigilata, con la motivazione che qualsiasi denaro raccolto deve essere destinato alle vittime dei suoi crimini (il suo debito economico nei loro confronti è pari a $ 129.000).

## Notorietà
La 20th Century Fox ha comprato i diritti cinematografici del libro Taking Flight: The Hunt for a Young Outlaw con l'intenzione di trarne un film per il grande schermo, incaricando Dustin Lance Black alla sceneggiatura e Robert Zemeckis alla regia, dopo aver scartato David Gordon Green.